# Armand-Emmanuel Trial
Pour les articles homonymes, voir Trial (homonymie).
Armand-Emmanuel Trial dit Trial fils,  né le 6 décembre 1772 à Paris où il est mort le 9 septembre 1803, est un compositeur d’opéras-comiques et un pianiste français.
Fils d'Antoine Trial, acteur-chanteur apprécié et alors connu de la salle Favart, il révèle un talent prometteur en écrivant à quinze ans et demi la musique de Julien et Colette ou la Milice. Les quelques œuvres suivantes confirment mal ses dispositions. Au moment de la Révolution française il se fait de nouveau remarquer avec Le Siège de Lille, ou Cécile et Julien qui est une pièce de circonstance. Son nom apparait de nos jours car il est désigné avec onze autres musiciens, qui font partie des plus grands de son époque — tels Grétry, Méhul, Dalayrac, Cherubini —, pour réaliser Le Congrès des rois autre pièce de circonstance fort mal accueillie. Malgré leur renom, les auteurs s'avèrent trop nombreux et ne peuvent pas monter une pièce de qualité dans les quarante-huit heures imposées.
Ses réalisations s'avèrent finalement modestes alors qu'il meurt à trente ans.

## Biographie
Il est le fils unique du chanteur-acteur Antoine Trial et de Marie-Jeanne née Milon, également actrice — Félicité Mandeville au théâtre. Né rue Françoise, il est baptisé le lendemain, 7 décembre 1772, à l'église Saint-Eustache de Paris avec pour parrain Emmanuel-Félicité de Durfort et pour marraine Jeanne-Sophie de Vignerot du Plessis. À l’âge de quinze ans et demi il se fait remarquer par la composition de la musique d'une pièce en un acte, Julien et Colette. Il est alors élève de Louis Joseph Saint-Amans, professeur à l'École royale de chant et de déclamation. Un an et demi plus tard, le 30 novembre 1789, cette œuvre lui vaut toujours une recommandation à Antoine Dauvergne directeur de l'Académie royale de musique. 
Le 17 septembre 1791, il signe avec quarante-deux aînés la Pétition adressée à l'Assemblée nationale par les auteurs dramatiques sur la représentation, en France, des pièces françaises traduites en langue étrangère. Celle-ci prend pour prétexte une œuvre traduite en italien et jouée avec une musique italienne au Théâtre français et Opera-buffa — qualifié d'étranger — pour demander à la représentation nationale d'interdire en France une telle pratique. Ceci se conforme à la protection de la propriété de l'auteur qu'elle édicte.
Lors de la Révolution, « l'actualité constitue la forme majeure d'instrumentalisation du théâtre ». Ainsi, le 8 ventôse an II (26 février 1794), il est l’un des douze coauteurs de la musique du Congrès des rois, opéra-comique régulièrement pris en exemple comme pièce de circonstance médiocre créée sous la Révolution. Il se trouve donc joint à des noms déjà bien connus : Grétry, Méhul, Dalayrac, Cherubini… Néanmoins le jugement reste sévère : « Voilà bien des noms célèbres associés pour la confection d'une œuvre misérable. » Dans sa séance du 8 messidor an II (26 juin 1794), « le Comité de salut public arrête que le citoyen Armand-Emmanuel Trial […] demeure requis pour être placé dans l’Institut national de musique. »
Le 13 vendémiaire an III (4 octobre 1794), son union avec Jeanne Rigoney-Méon, actrice au théâtre de l'Opéra-Comique national, est celée par son père, officier public. Après son mariage, il mène une vie considérée comme dissolue. Son épouse se joint à une troupe qui se produit aux colonies et meurt en Guadeloupe.
Selon certaines sources, durant l'an V il est élève de Henri-Montan Berton dans la classe d’harmonie ou accompagnement pratique du Conservatoire de musique de Paris. Cependant le 17 mars 1797, le Directoire le dispense de service militaire le disant professeur de la même institution alors qu'il ne figure pas dans les registres comme enseignant. Pianiste apprécié, il obtient « en 1797 [lire 1798] la place d'accompagnateur et de répétiteur au piano du Théâtre-Lyrique,. » Toujours dans ce même théâtre, lors de sa réouverture après quelques travaux, le 16 septembre 1801, il « tient la partition » — souffleur de musique — lors d'une reprise de Stratonice.
Trial fils meurt le 9 septembre 1803 à trente ans, à Paris, auteur de peu d'ouvrages. Ainsi Gustave Chouquet écrit en 1873 qu’il ne publie aucune œuvre et qu’aucune ne lui survit. Mais en 1892 est retrouvée sa musique du Siège de Lille qui est rejouée au Théâtre de Lille lors des journées de fête nationale des 8, 9 et 10 octobre du centenaire du succès.

## Œuvres

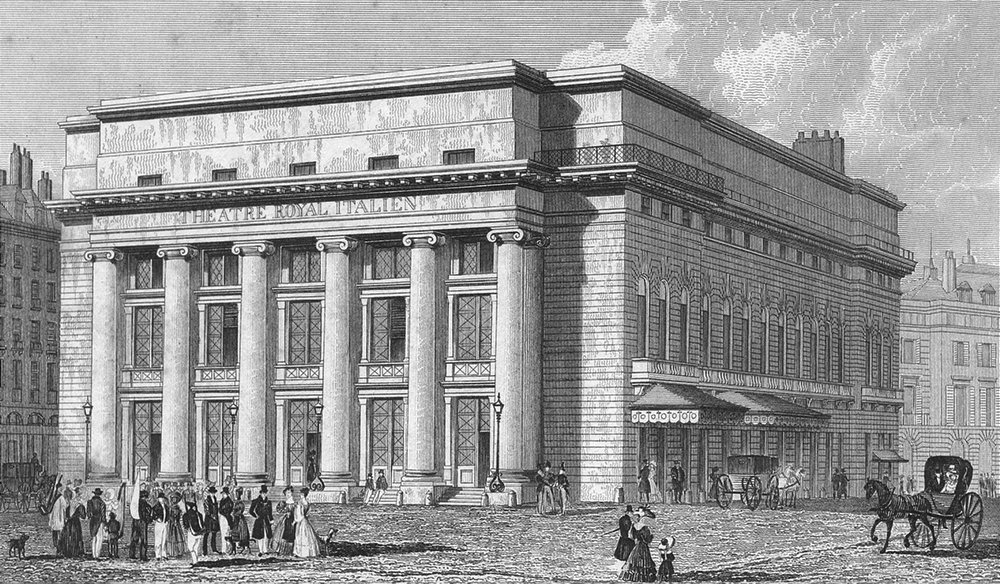
Salle Favart, dit Théâtre-Italien puis théâtre de l'Opéra-Comique national, lieu de création des œuvres. 1829.

### Opéras-comiques
- Julien et Colette ou la Milice, comédie en un acte et en prose mêlée d'ariettes de Pierre-Germain Parisau, créée le 3 mars 1788 au Théâtre-Italien (salle Favart)[20].Cette première œuvre est dédiée à sa mère « Mme Trial pensionnaire du Roi et ordinaire de sa musique[5] ». L’action décrit la ruse d’un amant, lors d’un tirage au sort, pour échapper à l'enrôlement dans la milice et pour épouser sa douce. Elle est bien accueillie par le public et la critique qui mentionne : « Cette composition qui est au-dessus de son âge a été fort bien reçue. Outre sa grande jeunesse, son nom, cher au public, sollicitait l‘indulgence : on n’a eu besoin que de justice pour l’applaudir ; son âge n’a fait qu’ajouter à l’intérêt de la représentation[21]. » Un poème est même dédié à l’auteur de la musique[22].
- Adélaïde et Mirval, comédie en trois actes et en vers mêlée d’ariettes, livret de Joseph Patrat, créée 6 juin 1791 au Théâtre-Italien (salle Favart).Dans le premier acte, deux amants dont l'un s'est banni de l'armée, taisent leur flamme ce qui conduit le père à élaborer un stratagème pour qu'elle se déclare[23]. Plus loin, « C’est le sujet du  Déserteur drame de M. Mercier […] La musique qui est le second ouvrage de M. Trial fils, annonce des dispositions sans doute, mais elle est vide de chant, d’effets et d’orchestre. Néanmoins ce très jeune compositeur peut faire mieux par la suite, attendu qu’il prouve au moins une très grande connaissance de la scène, connaissance que l’habitude des coulisses et les talents de ses parents ont dû lui donner[24]. » Cet ouvrage est remis en un acte à partir du 18 février 1792 et devient La Vengeance paternelle[25].
- Les Deux Petits Aveugles, comédie en un acte et en prose mêlée d'ariettes, livret de P.-J. Noël, créée le 28 juillet 1792 au Théâtre-Italien (salle Favart).Le sujet est celui du tour joué à deux aveugles que l’on persuade de la donation d’un écu par son camarade. Chacun propose alors une consommation au cabaret, mais aucun ne trouve la somme. De fait, nait  une querelle entre eux et avec l'hôtelier[26]. Pour certains, « quant à la musique, elle est simple, chantante et très-bien adaptée au sujet[27]. »

### Pièces de circonstance

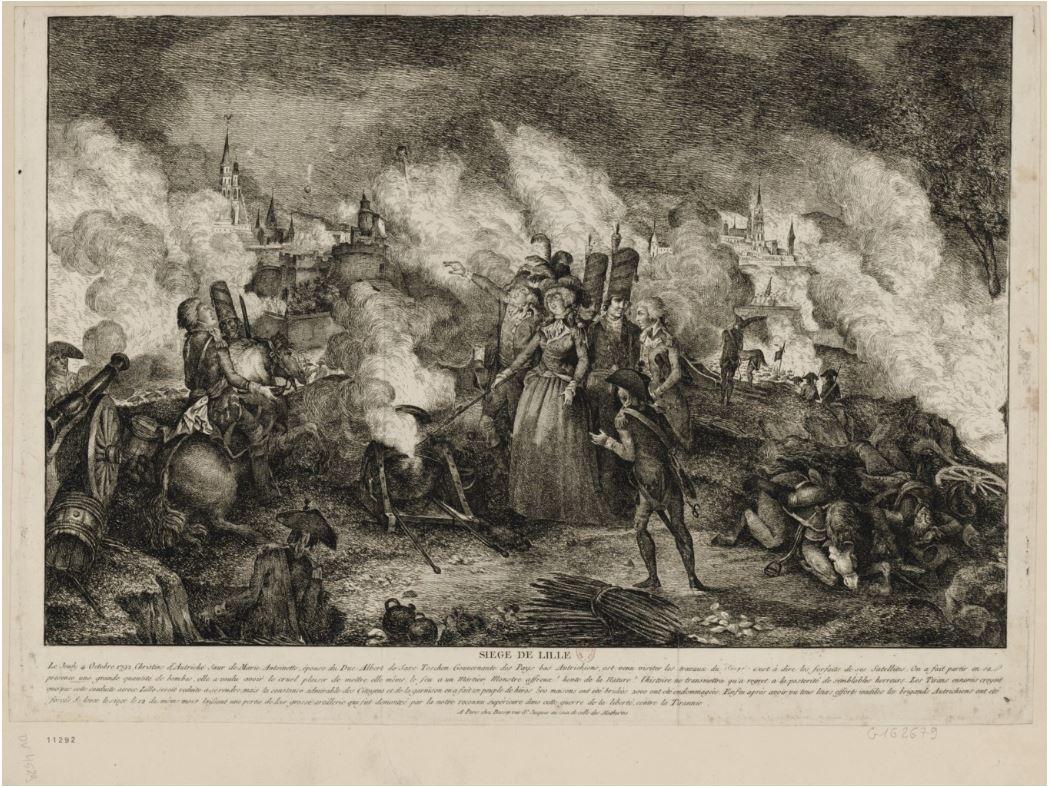
Siège de Lille. 1792.

- Le Siège de Lille[N 4], ou Cécile et Julien, comédie en trois actes et en prose mêlée d'ariettes, livret du citoyen Joigny[N 5], créée le 1er frimaire an I (21 novembre 1792), au théâtre de l'Opéra-Comique national (salle Favart).Le livret expose la conduite héroïque d’un garde national durant le siège de Lille[N 6] ce qui lui permet d’obtenir la main d’une bien-aimée[34]. La pièce « réussit à cause de jolis airs, et surtout de trois couplets qui, chantés d’une manière originale et piquante par Elleviou contribuèrent à établir la réputation naissante de cet acteur[35]. » Ainsi « on dut la représenter neuf fois de suite, […], ce qui est extraordinaire si l’on songe que ce Théâtre […] était parfois obligé de fermer ses portes à l’heure du spectacle, faute de voir un seul spectateur s’y présenter[36] ».
- La Cause et les effets, ou le Réveil du peuple en 1789, comédie en cinq actes et mêlée d'ariettes, livret du citoyen Joigny[N 5], créé le 30 thermidor an I (17 août 1793), au théâtre de l'Opéra-Comique national (salle Favart).Initialement en cinq actes cet ouvrage est réduit à quatre actes dès la troisième représentation[37]. « Le librettiste abominait, dans cette rapsodie, l'aristocratie et le clergé[38] ». « Le succès de cet ouvrage a été longtemps incertain, […]. La musique de Trial fils, alors fort jeune encore manquait principalement d'originalité ; on n'y rencontre pas de ces motifs heureux qui font vivre les compositions musicales[39]. »
- Le Congrès des rois, comédie en trois actes et en prose mêlée d’ariettes, livret d'Ève Demaillot, créée le 8 ventôse an II (26 février 1794) au théâtre de l'Opéra-Comique national (salle Favart), en collaboration avec onze autres auteurs[N 7].Mis en musique en deux jours sur ordre du Comité de salut public[41], toutes les analyses d’époque et ultérieures convergent : cette œuvre de circonstance, qui fustige la coalition contre la République française, ne présente que des fadaises et le public fait entendre ses sifflets. Le Conseil général de la Commune de Paris, prétexte que la pièce développe des idées réactionnaires et l'interdit après deux représentations[42].

### Arrangements
Trial fils laisse environ quatre-vingt arrangements essentiellement pour le piano et le piano-forte plus rarement pour la harpe, la guitare et le chant qui proviennent soit de ses opéras-comiques soit d'ouvrages de ses contemporains,.